# Demna Gvasalia
Demna Gvasalia (in georgiano: დემნა გვასალია; Sukhumi, 25 marzo 1981) è uno stilista georgiano, direttore creativo di Gucci.

## Biografia
Nato da madre russa e padre georgiano, fu con la famiglia costretto a fuggire durante la guerra civile del 1991-93, fermandosi in un primo momento a Tbilisi per poi spostarsi verso l'Ucraina e la Russia e stanziarsi a Düsseldorf nel 2000.
Demna è sposato con il musicista Loïk Gomez, conosciuto come BFRND, che ha realizzato la colonna sonora di alcune sfilate di Balenciaga.

### Carriera
Dopo gli studi finanziari, rinuncia a divenire un banchiere e decide di trasferirsi in Belgio dove conseguirà il diploma presso l'Accademia reale di Belle Arti di Anversa. Walter van Beirendonck, capo del dipartimento di moda dell'Accademia, fu il primo a notarlo e lo volle nel suo marchio per lavorare alle collezioni maschili. Nel 2009, approda a Maison Margiela affiancando come assistente Martin Margiela, e tre anni più tardi arriva da Louis Vuitton al fianco di Marc Jacobs. Lascerà il marchio di lusso francese nel 2014 per avviare con il fratello Guram il brand Vetements, e incominciare una fruttuosa collaborazione con il gruppo Kering nel 2015, divenendo direttore artistico di Balenciaga, succedendo al francese Nicolas Ghesquière. Nel 2016 viene nominato "Artista dell'anno" dalla rivista di settore Business of Fashion e l'anno seguente trionfa con il premio internazionale ai Fashion Awards del CFDA.
Gvasalia attinge gran parte delle sue ispirazioni dalla vita quotidiana e dalla sequenzialità dei giorni, avendo come riferimento aziende tipiche dell'Europa occidentale come Ikea o DHL.

## Riconoscimenti
- 2017: premio internazionale dal Council of Fashion Designers of America.[8]
- 2018: premio Accessory Designer of the Year ai The Fashion Awards.[9]